# Saclas
Saclas település Franciaországban, Essonne megyében. Lakosainak száma 1857 fő (2022. január 1.). Saclas Étampes, Saint-Cyr-la-Rivière, Boissy-la-Rivière, Guillerval és Le Mérévillois községekkel határos.

## Népesség
A település népessége az elmúlt években az alábbi módon változott:
| Lakosok száma | 1790 | 1782 | 1810 | 1806 | 1832 | 1859 | 1854 | 1847 | 1857 |
|               | 2013 | 2015 | 2016 | 2017 | 2018 | 2019 | 2020 | 2021 | 2022 |